# Sin-Magir
Sin-Magir es el penúltimo rey de la dinastía de Isin.

## Historia
Sin-Magir gobernó la ciudad de Isin desde el año 1827 hasta el 1816 a. C. Su sucesor fue Damiq-ilishu.